# Nederlands kampioenschap schaken 1913
Het Nederlands kampioenschap schaken 1913 werd gehouden van 18 juli t/m 23 juli 1913 in café de Ysbreeker in Amsterdam. In een tweekamp werd gestreden tussen Rudolf Loman, de regerend kampioen, en Johannes Esser, zijn uitdager. Laatstgenoemde wist deze confrontatie te winnen en kroonde zich daarmee tot Nederlands kampioen schaken.

## Achtergrond
Aanvankelijk zouden de partijen al op 15 april 1913 aanvangen. Loman had echter van tevoren kenbaar gemaakt niet te willen spelen als het bestuur van de Nederlandse Schaakbond niet voltallig aanwezig zou zijn. De Schaakbond had dat bezwaar echter niet gehonoreerd en kenbaar gemaakt dat als Loman niet zou komen opdagen, hij de partij reglementair zou verliezen. Loman kwam inderdaad niet opdagen, maar Esser toonde zich coulant door Loman een termijn van twee maanden te gunnen om het kampioenschap alsnog te laten plaatsvinden. Ook het prijzengeld van fl.100,- stelde hij gedurende die tijd ter beschikking. Uiteindelijk werd afgesproken om de wedstrijd in de zomer (18-24 juli, met een rustdag op 20 juli) te laten plaatsvinden. De deelnemers die als eerste 3.5 punten zou halen, zou zich kronen tot Nederlands kampioen.
Er was veel belangstelling voor deze wedstrijd. Daarom werd gebruik gemaakt van een demonstratiebord. De zetten werden met een huistelefoon naar de benedenzaal geseind, waarop het publiek op het demonstratiebord het verloop van de partijen kon volgen.

## Uitslag en kruistabel
Esser was superieur en had slechts vier partijen nodig om de tweekamp te beslissen. De vierde partij werd afgebroken en op 23 juli 1913 uitgespeeld.
|                | Score | 1 | 2 | 3 | 4 |
| -------------- | ----- | - | - | - | - |
| Johannes Esser | 3½    | 1 | 1 | 1 | ½ |
| Rudolf Loman   | ½     | 0 | 0 | 0 | ½ |

1909 · 1912 · 1913 · 1919 · 1921 · 1924 · 1926 · 1929 · 1933 · 1936 · 1938 · 1939 · 1942 · 1948 · 1950 · 1952 · 1954 · 1955 · 1957 · 1958 · 1961 · 1963 · 1965 · 1967 · 1969 · 1970 · 1971 · 1972 · 1973 · 1974 · 1975 · 1976 · 1977 · 1978 · 1979 · 1980 · 1981 · 1982 · 1983 · 1984 · 1985 · 1986 · 1987 · 1988 · 1989 · 1990 · 1991 · 1992 · 1993 · 1994 · 1995 · 1996 · 1997 · 1998 · 1999 · 2000 · 2001 · 2002 · 2003 · 2004 · 2005 · 2006 · 2007 · 2008 · 2009 · 2010 · 2011 · 2012 · 2013 · 2014 · 2015 · 2016 · 2017 · 2018 · 2019 · 2021 · 2022 · 2023 · 2024